# Vers-sur-Méouge
Vers-sur-Méouge ist ein Ort und eine französische Gemeinde mit 40 Einwohnern (Stand: 1. Januar 2022) im Département Drôme in der Region Auvergne-Rhône-Alpes (vor 2016 Rhône-Alpes). Sie gehört zum Arrondissement Nyons und zum Kanton Nyons et Baronnies. Die Einwohner werden Versois genannt.

## Lage
Vers-sur-Méouge liegt etwa 73 Kilometer nordöstlich von Avignon an der Méouge, die die Gemeinde im Süden begrenzt. Umgeben wird Vers-sur-Méouge von den Nachbargemeinden Montauban-sur-l’Ouvèze im Nordwesten und Norden, Izon-la-Bruisse im Nordosten, Eygalayes im Osten, Séderon im Süden, Villefranche-le-Château im Südwesten und Westen sowie Mévouillon im Westen.

## Bevölkerungsentwicklung
| Jahr                       | 1962 | 1968 | 1975 | 1982 | 1990 | 1999 | 2006 | 2019 |
| -------------------------- | ---- | ---- | ---- | ---- | ---- | ---- | ---- | ---- |
| Einwohner                  | 70   | 58   | 51   | 28   | 38   | 20   | 44   | 39   |
| Quellen: Cassini und INSEE |      |      |      |      |      |      |      |      |

## Sehenswürdigkeiten
- mittelalterliche Kapelle Saint-Damien-et-Sainte-Côme

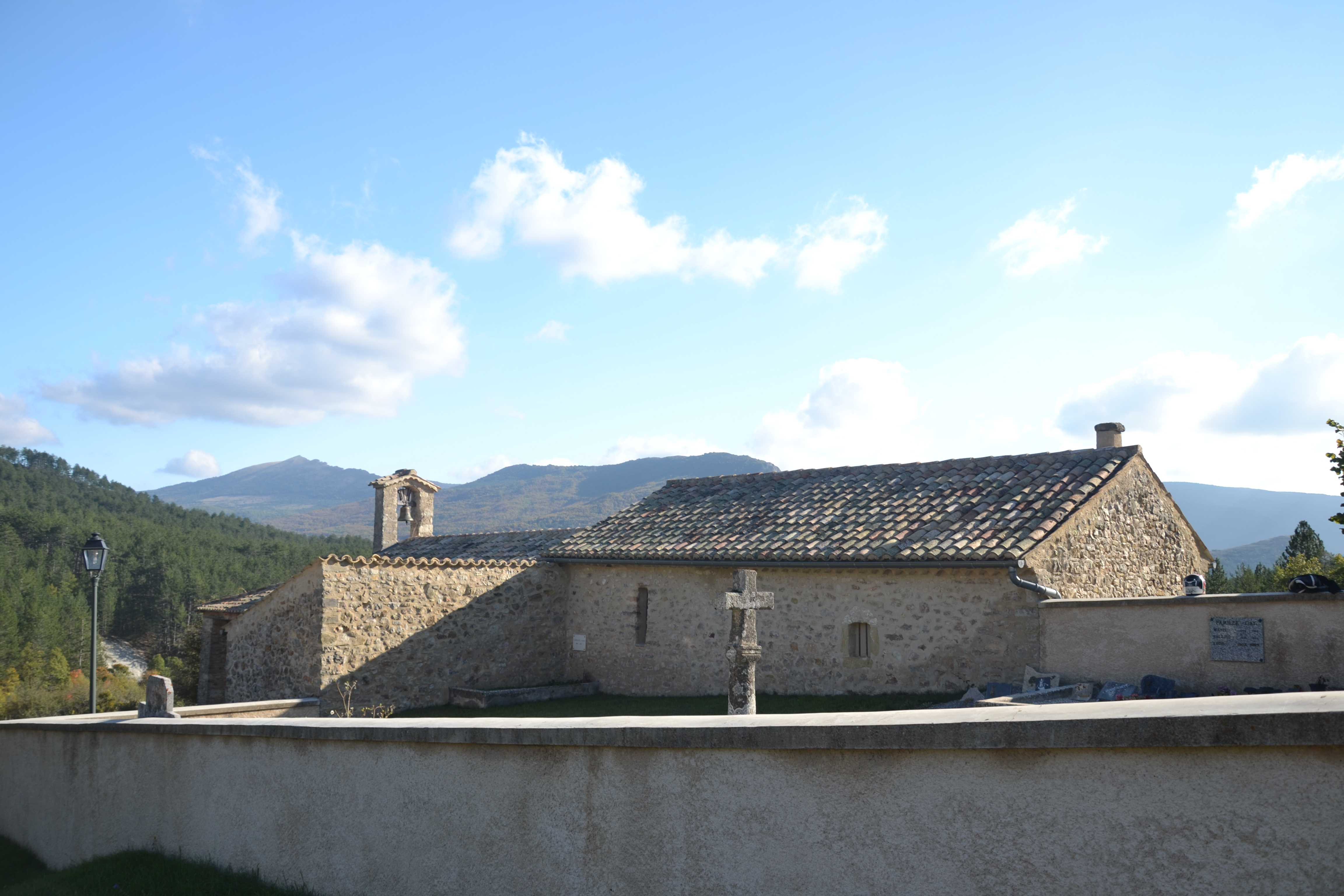
Kapelle Saint-Damien-et-Sainte-Côme

- Reste der Kirche Saint-Michel